# Nationaldag
Nationaldag er årsdagen for en meget betydningsfuld, historisk dag for en nation. I mange tilfælde er en nationaldag lig med den pågældende nations uafhængighedsdag.
Nationer, hvis selvstændighed eller historie går tilbage til gammel tid, fx Danmark eller Japan, har derfor ofte ikke en egentlig nationaldag der er relateret til uafhængighed. 
Danmark og Det Forenede Kongerige er blandt de meget få lande uden officielle nationaldag.
I Danmark er grundlovsdag og valdemarsdag de mærkedage, der bedst svarer til en egentlig nationaldag. Grundlovsdag er pga. folkestyret og forfatningskampen sidst i 1800-tallet blevet en vigtig dag for politiske partier og folkelige organisationer i det moderne Danmark, ligesom den ofte er fridag. Valdemarsdag er primært flagets dag på grund af sagnet om Dannebrog, der faldt ned fra himlen, men den er ikke slået bredt igennem som en dag med nationalt og historisk indhold, dog bortset fra Sønderjylland, hvor den fejres som genforeningsdag.

## Nationaldage
| Nation      | Dato             | År             | Navn                                         | Begivenhed |
| ----------- | ---------------- | -------------- | -------------------------------------------- | --- |
| Afghanistan | 19. august       | 1919           | Uafhængighedsdagen                           | Uafhængighed fra Storbritannien kontrol over afghanske udenrigspolitik. |
| Albanien    | 28. november     | 1912           | Dita e Pavarësisë                            | Erklærer sig uafhængig af det Osmanniske Rige. |
| Australien  | 26. januar       | 1788           | Australia Day                                | Landgangen på den første flåde af britisk skiber i Sydney Cove. |
| Canada      | 1. juli          | 1867           | Canada Day                                   | Constitution Act, 1867 |
| Danmark     | 5. juni 15. juni | 1849 1219/1920 | Grundlovsdag Valdemarsdag og Genforeningsdag | Danmark har ikke en egentlig nationaldag, men disse dage kommer tættest på. |
| Estland     | 24. februar      | 1918           | Iseseisvuspäev (selvstændighedsdag)          | Årsdagen for udråbelsen af Estlands selvstændighed. |
| EU          | 9. maj           | 1950           | Europadagen                                  | Årsdagen for Schuman-erklæringen. |
| Finland     | 6. december      | 1917           | Uafhængighedsdagen                           | Årsdagen for Finlands uafhængighedserklæring. |
| Frankrig    | 14. juli         | 1789           | Bastilledagen                                | Stormen på Bastillen, som startede den franske revolution |
| Færøerne    | 28. og 29. juli  | 1030           | Olaifesten                                   | Olav den Helliges død i Slaget ved Stiklestad (29. juli) |
| Grækenland  | 25. marts        | 1821           | Uafhængighedsdag                             | Begyndelse af den græske uafhængighedskrig. |
| Grønland    | 21. juni         | 1979           | Nationaldag                                  | Grønlands Nationaldag blev indført i 1983 af det daværende Hjemmestyre som en tradition og er således et af flere udtryk for en national identitet, der også afspejles i flaget, beklædningen, sangen og sproget. Årets længste og dermed lyseste dag |
| Irland      | 17. marts        | 461            | Skt. Patricks dag                            | Dødsdagen for Skt. Patrick, Irlands skytshelgen. |
| Island      | 17. juni         | 1944           | Uafhængighedsdag                             | Island erklærede sig som uafhængig republik d. 17. juni 1944. Landet udtrådte dermed officielt af personalunionen med Kongeriget Danmark fra 1. december 1918.                                                                                        |
| Italien     | 2. juni          | 1946           | Republikdag                                  | Italien blev en republik d. 2. juni 1946. |
| Letland     | 18. november     | 1918           | Republikken Letlands proklamationsdag        | Årsdagen for udråbelsen af Lettiske Republiks selvstændighed. |
| Litauen     | 16. februar      | 1918           | Selvstændighedsdag                           | Årsdagen for udråbelsen af Litauiske Republiks selvstændighed. |
| Luxemburg   | 23. juni         |                | Nationaldag                                  | Storhertugens officielle fødselsdag |
| Norge       | 17. maj          | 1814           | Grunnlovsdag                                 | Eidsvoll-forfatningen af 1814. |
| Rumænien    | 1. dec           | 1918           | Apostlen Andreas                             | Apostlen Andreas' dag, Sammenføjning af Transsylvanen med fyrstedømmerne Moldavien and Wallachien |
| Spanien     | 12. oktober      | 1987           | Fiesta Nacional                              | Datoen hvor Christoffer Columbus i 1492 opdagede Amerika |
| Sverige     | 6. juni          | 1523           | Nationaldag                                  | Gustav Vasa kronedes denne dag i 1523 - grundlægger af det moderne Sverige. |
| Tyskland    | 3. oktober       | 1990           | Tag der Deutschen Einheit                    | 3. oktober 1990 blev DDR og BRD lagt sammen til det nuværende Tyskland |
| Ungarn      | 23. oktober      | 1989           | Nationaldag                                  | 23. oktober 1989, Erklæring af republikken |
| USA         | 4. juli          | 1776           | Uafhængighedsdagen                           | Underskrivelse af USA's uafhængighedserklæring. |
| Åland       | 9. juni          | 1922           | Selvstyredagen                               | Første møde i Ålands landsting (nu: Ålands lagting) efter indførelsen af selvstyre under Finland. |